# Serial ATA

Serial-ATA-Logo

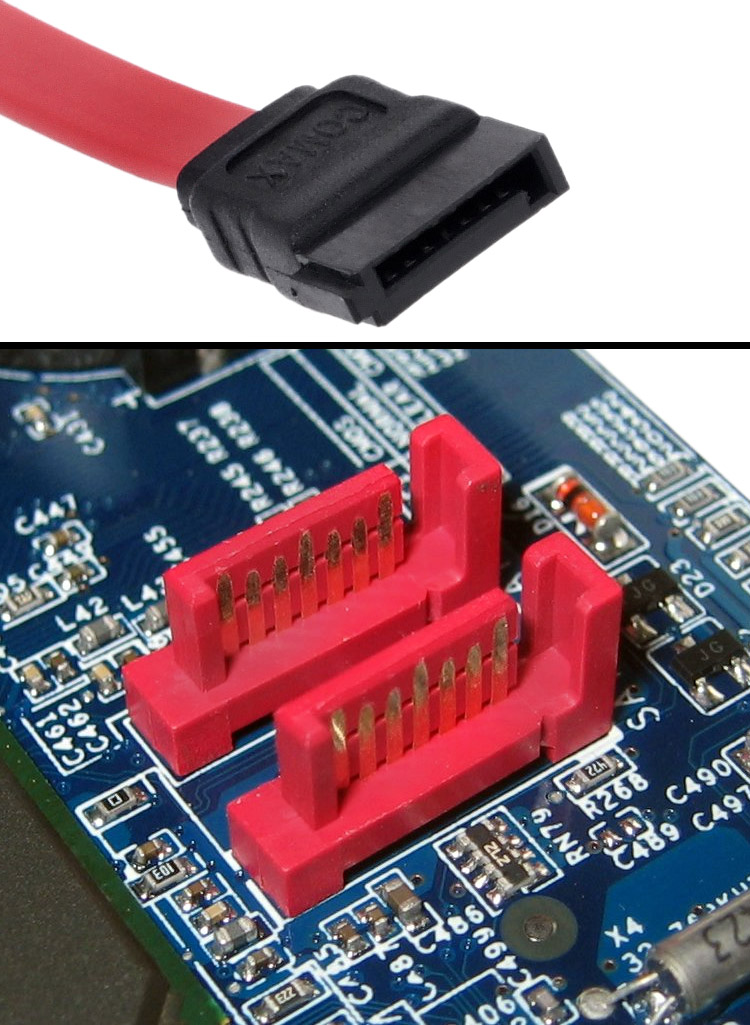
SATA-Kabel (oben) und zwei nebeneinanderliegende Anschlüsse auf einem Mainboard (unten)

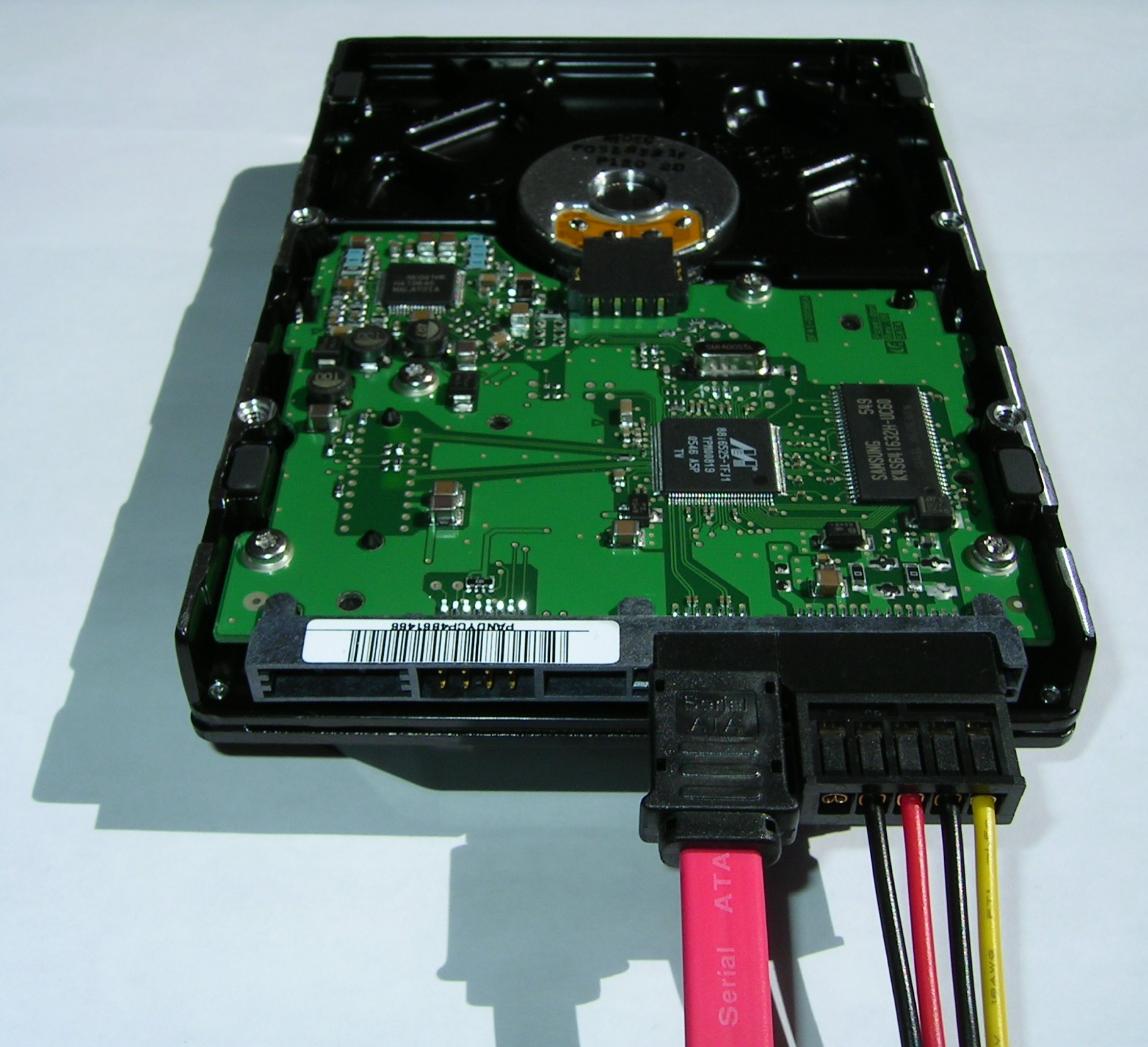
Unterseite einer Serial-ATA-Festplatte mit Datenkabel (links) und Stromkabel (rechts)

Serial ATA, kurz SATA oder S-ATA ist eine Computer-Schnittstelle für den Datenaustausch mit Festplattenlaufwerken, Solid-State-Drives und anderen Speichergeräten. „ATA“ steht hierbei für das ursprünglich parallele Übertragungsprotokoll AT Attachment, der Name verweist auf seinen Ursprung im Umfeld des IBM Personal Computer/AT und dazu kompatiblen Geräten. Im Unterschied zu ATA werden bei SATA die Daten jedoch seriell übertragen.

## Geschichte
Serial ATA wurde im Jahr 2000 von Intel aus dem älteren ATA/ATAPI-Standard entwickelt. Dabei wurde entschieden, von einem parallelen Bus-Design zu einer bit-seriellen Punkt-zu-Punkt-Verbindung überzugehen; das heißt, die Daten werden seriell übertragen (Bit für Bit) und nicht, wie bei den alten ATA-Standards, in 16-bit-Wörtern. Gegenüber seinem Vorgänger besitzt SATA drei Hauptvorteile: höhere Datentransferrate, vereinfachte Kabelführung und die Fähigkeit zum Austausch von Datenträgern im laufenden Betrieb (Hot Swapping). Seit der Einführung von Serial ATA wird der ältere ATA-Standard retronym auch als Parallel ATA (PATA) bezeichnet, um Verwechslungen zu vermeiden. Beide Anschlusstypen fanden sich nach der SATA-Einführung zunächst parallel auf der Hauptplatine; ATA-Anschlüsse werden seit 2010 zunehmend weggelassen. Von der Topologie her ist SATA eine Punkt-zu-Punkt Verbindung. Ein SATA-Anschluss auf der Hauptplatine ist also für nur ein Gerät vorgesehen. Serial ATA ist nicht auf Festplattenlaufwerke beschränkt – mittels ATAPI-Protokoll können auch Bandlaufwerke, DVD-Laufwerke und -Brenner oder Speicherkartenlesegeräte verwendet werden. Mit der externen Schnittstelle eSATA (siehe unten) steht oder stand SATA zudem in Konkurrenz zu Universal Serial Bus, FireWire und Thunderbolt.

## Datenübertragungsraten
Steigt bei parallelen Bussen die Datenübertragungsrate, so verstärken sich zugleich unerwünschte Nebeneffekte, die einer weiteren Erhöhung der Übertragungsrate entgegenstehen. Zu den unerwünschten Nebeneffekten gehören die zunehmende Asynchronität der parallelen Datenleitungen und ein Übersprechen – die unerwünschte gegenseitige Beeinflussung zwischen den Leitungen. Weiterhin schränken der bei ATA nicht spezifizierte Bus-Abschluss und die massebezogenen Signale die verwendbare Kabellänge stark ein. Serial ATA nutzt zur Vermeidung dieser Probleme eine serielle Übertragung und auf physikalischer Ebene das Low Voltage Differential Signaling.
Die erste Serial-ATA-Generation wurde mit einer Übertragungsrate von 1,2 Gbit/s spezifiziert und ist damit nur unwesentlich schneller als die letzte und schnellste parallele ATA-Schnittstelle (ATA/133). Die Serial-ATA Revision 2.0 verdoppelte den Durchsatz auf 2,4 Gbit/s. Im Jahr 2009 wurde der aktuelle Standard Serial-ATA Revision 3.0 mit 4,8 Gbit/s veröffentlicht. Die Spezifikation 3.x wurde in der Zwischenzeit weiter entwickelt und hat seit Juli 2020 die aktuelle Version 3.5 erreicht.
SATA überträgt zur Taktrückgewinnung und zum Gleichspannungsausgleich Daten 8b/10b-kodiert. So werden acht Informationsbits durch zehn Leitungsbits kodiert. Eine SATA-1-Verbindung mit einem Leitungstakt von 1,5 GHz überträgt so netto 150 MB/s (1,2 GBit/s).
Selbst die (im Jahr 2016) schnellsten Festplatten (315 MB/s) werden durch aktuelle SATA-Schnittstellen nicht ausgebremst (600 MB/s). Die SATA-Schnittstelle stellt also für Festplattenlaufwerke keinen Von-Neumann-Flaschenhals dar, ganz im Gegensatz zu SSDs, die bei Anbindung per PCI Express mittlerweile mit 2.000 bis 5.000 MB/s drei- bis achtmal schneller als die schnellste SATA-Schnittstelle sind.

## Technik

### Datenbus
Während beim ATA-Standard 16 parallele Datenleitungen zum Einsatz kamen, wird bei SATA nur ein Leitungspaar (differenzielle Übertragung) für jede Richtung verwendet. Um bei ATA eine Übertragungsrate von 100 MB/s zu erreichen, war aufgrund der 16 Signalleitungen, der 16-bit-Rahmen und der Double Data Rate nur ein Takt von 25 MHz nötig – das vereinfachte den Entwurf der elektronischen Bauteile, da die maximale Schaltzeit bei 20 ns (50 MHz) lag. Die synchrone Abtastung der 16 parallelen Bits stellte jedoch zunehmend eine Herausforderung dar: Je höher die Taktrate, desto schwieriger ist der Zeitpunkt auszumachen, an dem alle Bits zugleich stabil anliegen. Ungenauigkeiten beim Kontaktieren der parallelen Stecker verstärken diesen Effekt.
Bei SATA wird dagegen pro Richtung nur ein Leitungspaar für den Datentransport und für Bestätigungspakete vom Empfänger verwendet. Dabei kommt eine 8b/10b-Kodierung zum Einsatz, und es wird pro Takt jeweils nur ein Bit übertragen. Dadurch wird bei einer Datenrate von 150 MB/s ein Takt von 1.500 MHz benötigt – die Zeit für den Datenempfang, und die Quittierung beträgt damit gerade einmal 0,667 ns. Die Schaltzeit liegt damit im Bereich von 0,273 ns – also wesentlich niedriger als die 10 ns bei ATA.
| Pin                                   | Funktion              |
| ------------------------------------- | --------------------- |
| 01                                    | Masse                 |
| 02                                    | A+ (Senderichtung)    |
| 03                                    | A− (Senderichtung)    |
| 04                                    | Masse                 |
| 05                                    | B− (Empfangsrichtung) |
| 06                                    | B+ (Empfangsrichtung) |
| 07                                    | Masse                 |
| ━━┓                                   | Verdrehsicherung      |
| Innerer Aufbau eines SATA-Datenkabels |                       |

### Datenleitung
Optisch sind die verwendeten Kabel die größte Änderung zu (P)ATA. Die Daten werden mittels eines leichten, flexiblen Kabels durch sieben Leiter mit flachen, 8 mm breiten Steckern auf jeder Seite übertragen. Das Kabel kann bis zu 1 m lang sein, eSATA-Kabel bis zu 2 m und xSATA bis zu 8 m. Im Vergleich zum 50,8 mm breiten, maximal 45 cm langen 40- oder 80-adrigen Übertragungskabel des parallelen ATA vereinfacht sich die Verkabelung von Komplettsystemen, und die Luftzirkulation innerhalb des Gehäuses wird verbessert. Das Konzept von Master/Slave-Beziehungen zwischen den Geräten wie beim ATA-Standard wurde abgeschafft. Serial ATA hat nur ein Gerät pro Kabel, daher sind auch keine Jumper-Einstellungen an den Geräten nötig. Die Stecker sind kodiert, dadurch können die Kabel nicht verkehrt aufgesteckt werden.
Ein Kritikpunkt am SATA-Stecker war die fehlende Verriegelung; das wurde mit Erscheinen der zweiten Revision korrigiert. Unabhängig von der Revision können jedoch die gleichen Kabel verwendet werden.

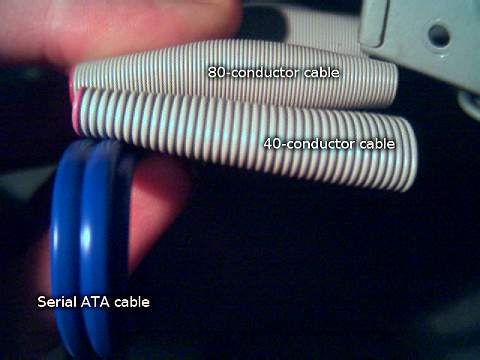
80- und 40-adriges ATA-Kabel (grau) im Vergleich zu einem Serial-ATA-Kabel (blau)
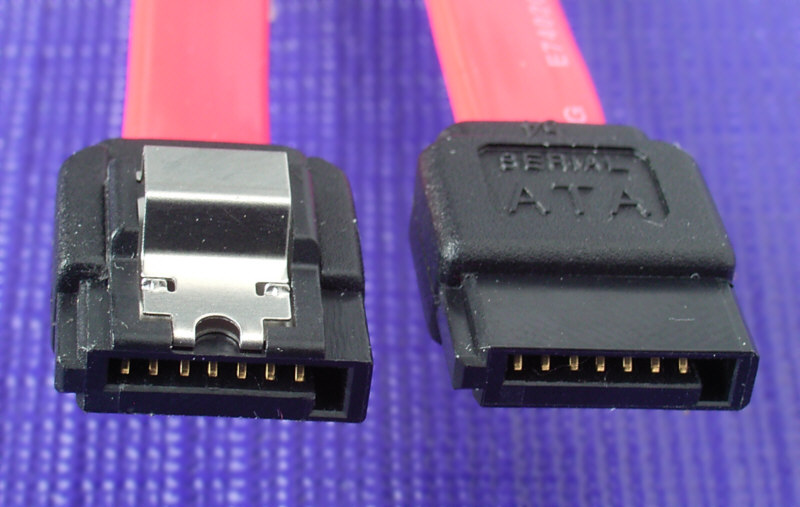
SATA-Stecker, links SATA mit Verriegelungsclip

### Stromleitung
| Pin                                                                | Bezeichnung  | Funktion                           |
| ------------------------------------------------------------------ | ------------ | ---------------------------------- |
| 01                                                                 | unbelegt V33 | früher: 3,3 V                      |
| 02                                                                 | unbelegt V33 | früher: 3,3 V                      |
| 03                                                                 | DevSlp V33pc | DevSleep, früher: 3,3 V pre-charge |
| 04                                                                 | GND          | Masse                              |
| 05                                                                 | GND          | Masse                              |
| 06                                                                 | GND          | Masse                              |
| 07                                                                 | V5pc         | 5 V pre-charge                     |
| 08                                                                 | V5           | 5 V                                |
| 09                                                                 | V5           | 5 V                                |
| 10                                                                 | GND          | Masse                              |
| 11                                                                 |              | Staggered Spin-up / Activity LED   |
| 12                                                                 | GND          | Masse                              |
| 13                                                                 | V12pc        | 12 V pre-charge                    |
| 14                                                                 | V12          | 12 V                               |
| 15                                                                 | V12          | 12 V                               |
| 15-poliger SATA-Stromstecker ohne 3,3 V (wäre orange). Pin 1 links |              |                                    |

Der Standard sieht für SATA-Festplattenlaufwerke auch für die Spannungsversorgung spezielle Stecker vor. Sie sind ebenfalls flach, aber breiter als das SATA-Datenkabel. Anders als bei ATA-Festplattenlaufwerken werden für 2,5-Zoll- und 3,5-Zoll-Festplatten die gleichen Stecker verwendet. Auf 15 Pins verteilt werden 3,3 V, 5 V und 12 V auf je drei nebeneinander liegenden Pins angelegt und über fünf Masse-Pins zurückgeführt. Zugunsten der Kompatibilität mit älteren Netzteilen, die keine 3,3-V-Stränge für den Anschluss von Festplatten bereitstellen, nutzten 3,5-Zoll-SATA-Festplatten zunächst nur 5 V und 12 V. 2,5-Zoll-Platten verzichten üblicherweise auf die Nutzung von 12 V, fast immer auch auf 3,3 V. Nachdem sich die Versorgung mit 3,3 V nicht durchsetzen konnte, wurde sie in der SATA-Spezifikation 3.2 entfernt und einer der nun frei werdenden Pins mit dem Signal „DevSlp“ (device sleep) belegt. Ein dort anliegender High-Pegel weist die Platte an, in einen sehr tiefen Schlafzustand zu gehen, der nur einige Milliwatt verbraucht.
Beim Hot-Plugging ist es erforderlich, Spannungseinbrüche des Netzteils durch eine plötzliche hohe Stromaufnahme des neu angeschlossenen Gerätes zu verhindern. Die Buchse ist so konstruiert, dass zuerst Pin 4 und 12 den Massekontakt herstellen. Anschließend findet zum strombegrenzten Pre-Charge der Elektronik zusammen mit den restlichen Masseleitungen je ein Pin pro Versorgungsspannung (3, 7, 13) als voreilender Kontakt. Erst dann schließen die restlichen Pins, und die Platte geht in Betrieb.
Pin 11 des SATA-Stromsteckers kommt eine Doppelrolle zu: Über ihn kann von der Platte ein „Staggered Spin-up“ gefordert werden (Eingang), und die Platte kann darüber eine LED zur Anzeige von Plattenaktivität ansteuern (Ausgang). Er ist nicht dafür ausgelegt, eine LED direkt zu betreiben. Beim Anschluss an gewöhnliche Netzteile liegt Pin 11 im Stecker an Masse, dann läuft die angeschlossene Platte beim Einschalten des Netzteils an, und eine LED kann nicht angesteuert werden. In Disk-Arrays, welche Backplanes für die SATA-Schnittstellen verwenden, wird Pin 11 nicht oder nur hochohmig beschaltet. Dann läuft eine Platte mit „Staggered-Spin-up“-Feature erst dann an, wenn der Host-Controller es anfordert. Anschließend kann die Platte über denselben Pin und einen Verstärker in der Backplane eine LED ansteuern. Der Anlaufstrom von Festplatten ist erheblich höher als der Betriebsstrom. Indem der zentrale Steuerrechner in dem Disk-Array die einzelnen Platten nacheinander anlaufen lässt, kann der Einschaltstrom begrenzt werden. Das erlaubt eine effizientere Dimensionierung des Netzteils.
Slimline SATA
Slimline SATA wurde mit SATA 2.6 für kleinere Geräte mit geringerem Leistungsbedarf eingeführt, zum Beispiel optische Laufwerke in Notebooks. Die Stromversorgung ist nur sechspolig ausgeführt und liefert ausschließlich 5 Volt.

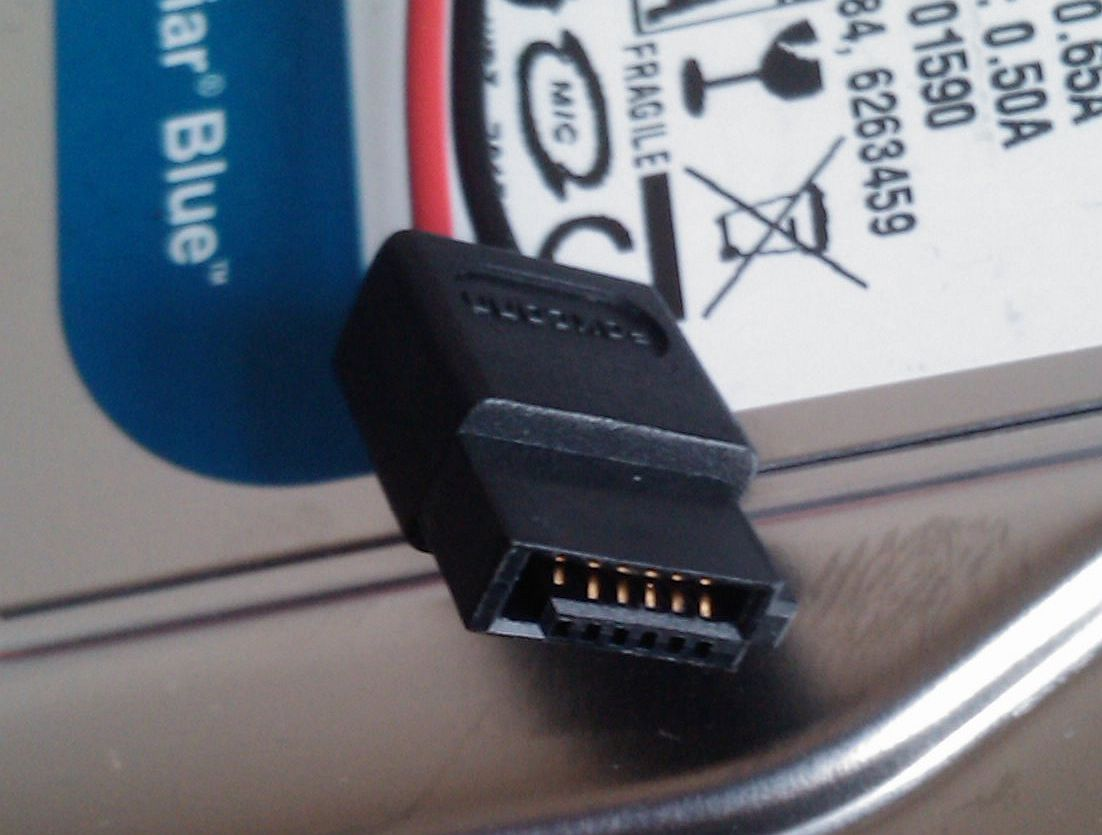
Slimline-SATA-Stromversorgung
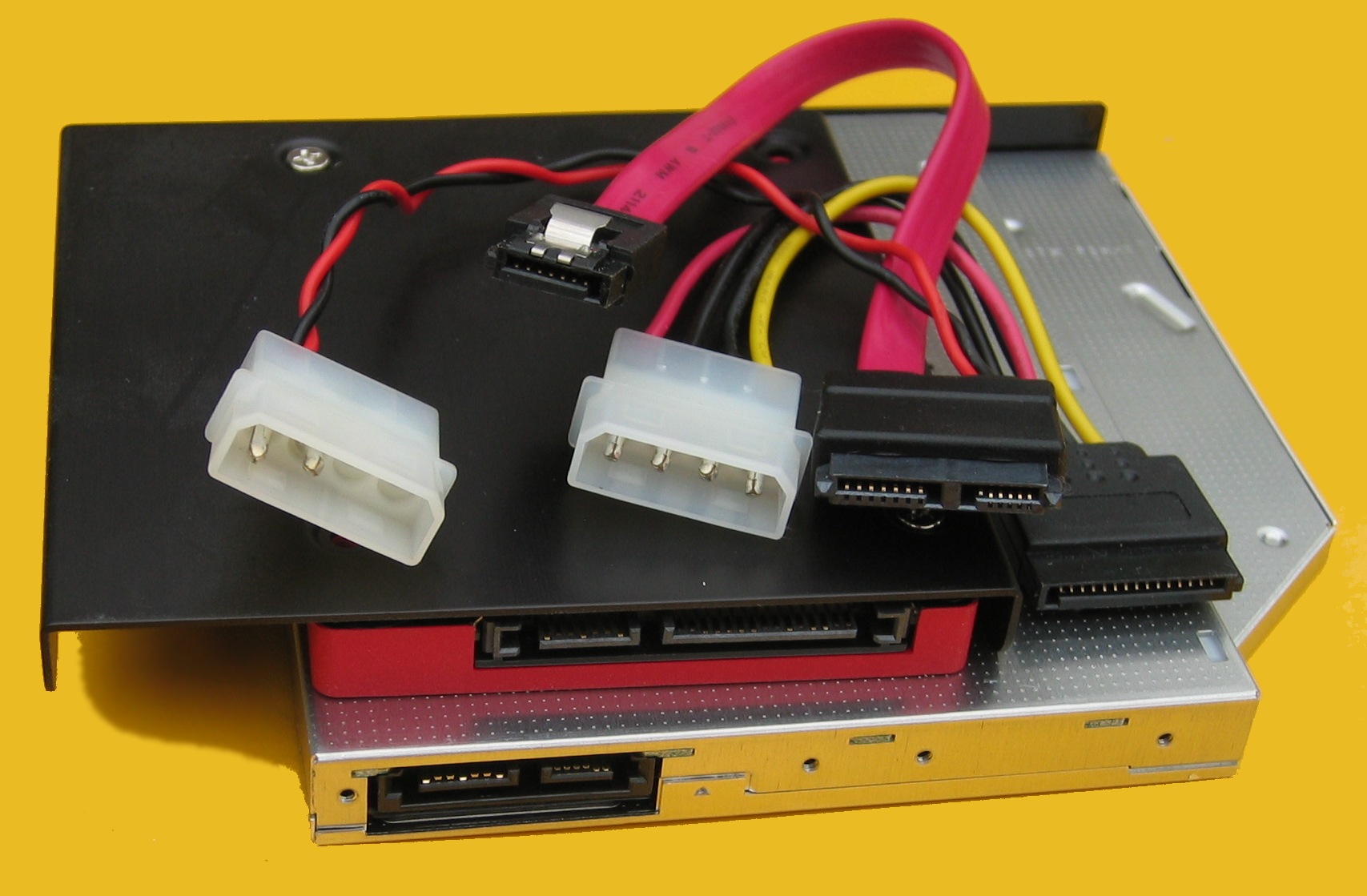
Slimline SATA Power unterstützt nur 5 V
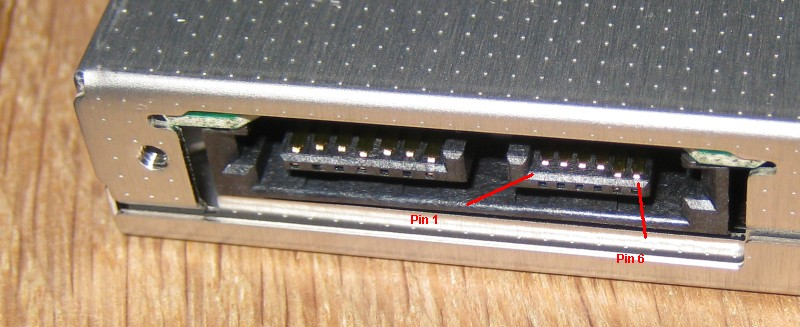
Slimline SATA an einem optischen Laufwerk

## Versionen des Serial-ATA-Standards
| Bezeichnungen | Bezeichnungen                           | Bezeichnungen      | Netto-Datenrate | Netto-Datenrate |
| offiziell     | offiziell                               | inoffiziell        | Gbit/s          | MB/s            |
| ------------- | --------------------------------------- | ------------------ | --------------- | --------------- |
| Serial ATA    | 1,5 Gbit/s                              | SATA I,II SATA-150 | 1,20            | 150             |
| Serial ATA    | 3,0 Gbit/s, SATA Revision 2.x           | SATA II,I SATA-300 | 2,40            | 300             |
| Serial ATA    | 6,0 Gbit/s, SATA Revision 3.x           | SATA III, SATA-600 | 4,80            | 600             |
| SATA Express  | 08 Gbit/s (PCIe 3.x), SATA Revision 3.2 |                    | 7,88            | 985             |
| SATA Express  | 16 Gbit/s (PCIe 4.0), SATA Revision 3.2 |                    | 15,76           | 1969            |

### Serial ATA 1,5 Gbit/s
Diese Spezifikation wird häufig „SATA I“ genannt, allerdings ist das keine gültige Bezeichnung für die Schnittstelle.
Serial ATA wurde 2002 von den Firmen APT, Dell, IBM, Intel, Seagate und Maxtor entwickelt (Serial ATA International Organization). Der Datendurchsatz von SATA 1,5 Gbit/s liegt bei theoretischen 1,2 Gbit/s pro Richtung. Durch Serial ATA soll die Verbindung zwischen Laufwerken und das Austauschen von Komponenten – unter anderem im laufenden Betrieb – vereinfacht werden.

### Serial ATA 3,0 Gbit/s
Diese Spezifikation wird meistens „SATA II“ genannt, zum Teil auch „SATA-300“, allerdings sind das keine gültigen Bezeichnungen für die Schnittstelle. Stattdessen empfiehlt die Serial ATA International Organization „SATA Revision 2.x“ oder „SATA 3 Gbit/s“.
SATA 3,0 Gbit/s wurde Anfang 2005 eingeführt. Der Datendurchsatz von SATA 3,0 Gbit/s liegt bei theoretischen 2,4 Gbit/s, also doppelt so hoch wie bei der ersten SATA-Generation.
Optionale Fähigkeiten:
- Native Command Queuing (NCQ). Mit diesem Standard wird die Verwaltung der Schreib- und Lesevorgänge optimiert und beschleunigt. NCQ muss von Festplatte, Controller und Treiber unterstützt werden.
- eSATA: External SATA, für externe Laufwerke, maximale Kabellänge zwei Meter
- Datenrate von 2,4 Gbit/s
- Hot-Swapping: Austausch des Laufwerks im laufenden Betrieb, ohne dass das System heruntergefahren werden muss
- Staggered Spinup: Zeitverzögertes Einschalten mehrerer Laufwerke, um zum Beispiel das Netzteil nicht zu überlasten
- Port Multiplier: Der Port-Multiplier wird mit einem SATA-Port des Rechners verbunden und bietet bis zu 15 Anschlüsse für SATA-Laufwerke. Die Laufwerke teilen sich die verfügbare Übertragungsbandbreite. Wollen zum Beispiel drei Laufwerke gleichzeitig mit 800 Mbit/s je Laufwerk übertragen, können diese eine 3-Gbit/s-Strecke auslasten.
- Port Selector: Mit einem Port-Selector kann zwischen zwei redundanten Übertragungsstrecken umgeschaltet werden. So kann man das Problem Single Point of Failure umgehen: Zwei Rechner können auf dasselbe Laufwerk zugreifen. Die beiden Rechner müssen allerdings selbst festlegen, wer jeweils aktiv ist (immer nur einer). Diese Auswahl bzw. Umschaltung kann durch nicht-spezifizierte Mechanismen erfolgen.
- xSATA: Mit xSATA können die Laufwerke weiter entfernt (maximal acht Meter, wie bei Serial Attached SCSI) vom Rechner platziert sein als mit eSATA. Dazu benötigt man allerdings andere Kabel und Steckverbinder.

Diese Fähigkeiten sind nicht auf SATA-3,0-Gbit/s-Festplatten beschränkt, sie können auch von SATA-Festplatten der ersten Generation angeboten werden.

#### External Serial ATA (eSATA)

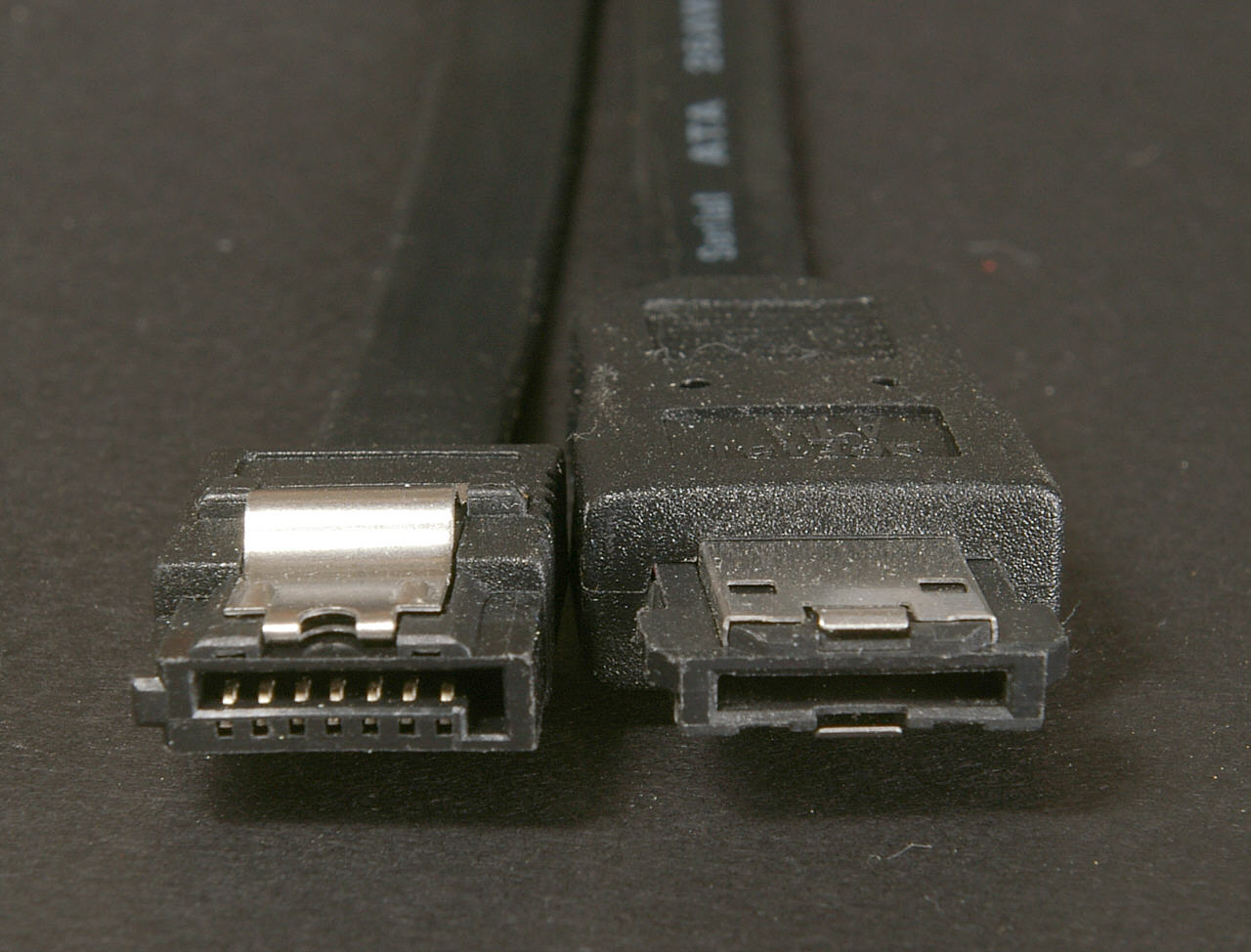
SATA- (links) und eSATA-Stecker im Vergleich

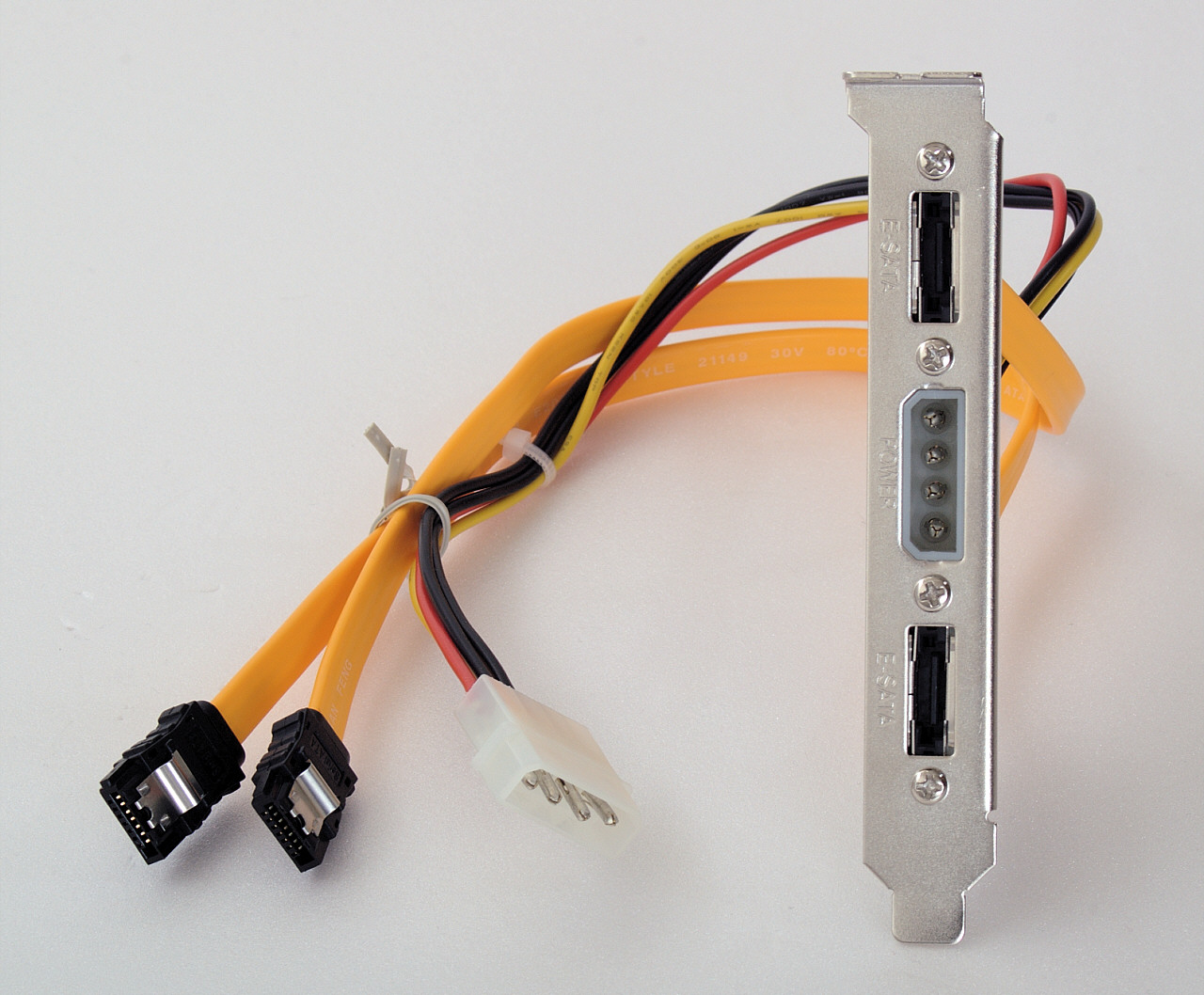
Slotblech zum Anschluss externer SATA-Laufwerke (eSATA)

SATA wurde für den Anschluss von Geräten innerhalb eines Rechners geschaffen. Deswegen verfügen die Kabel und Stecker nicht über die nötige Abschirmung gegen elektromagnetische Störungen und die Stecker nicht über eine ausreichende mechanische Belastbarkeit für den Betrieb außerhalb eines (abgeschirmten) Gehäuses. Sehr bald kam der Wunsch auf, zum Beispiel auch externe Festplatten mittels des schnellen SATA anschließen zu können.
In den Anfangszeiten wurde das dahingehend gelöst, dass auf einer SATA-Steckkarte ein SATA-Anschluss ins Innere des Gehäuses führt und der andere durch das Slotblech geführt wird, so dass direkt ein SATA-Kabel angeschlossen werden kann. Kabelseitige Klammern an den Steckern dienen der Fixierung am Slotblech und verhindern ein unabsichtliches Herausziehen des Kabels. Diese Anschlussform eignet sich nur zum Anschluss von nackten Laufwerken, die nicht in externen Gehäusen liegen.
Mit SATA Revision 2 wurden jedoch auch Kabel und Stecker für den externen Betrieb standardisiert: „External Serial ATA“, kurz „eSATA“. Die dafür vorgesehenen Stecker sind nicht mit denen für den Betrieb innerhalb des Gehäuses kompatibel.
eSATA definiert abgeschirmte Kabel mit bis zu zwei Metern Länge und neue Stecker/Buchsen mit folgenden Eigenschaften:
- Neue inkompatible Stecker/Buchsengeometrie ohne die L-Form der SATA-Stecker/Buchsen, was verhindern soll, dass versehentlich Kabel für den internen Betrieb extern verwendet werden.
- Stecker und Buchse sind wie die Kabel geschirmt, um elektromagnetische Störungen zu verhindern.
- Die Kontakte liegen tiefer in den Steckern/Buchsen, damit die Abschirmung sicheren Kontakt hat und statische Aufladung abfließen kann, bevor sich die Signalkontakte berühren.
- Die Buchsen haben kleine Federn, um die mechanische Stabilität zu verbessern und versehentliches Herausziehen zu verhindern.
- Stecker und Buchsen sollen mindestens 5000 Steckzyklen überstehen (SATA: min. 50).

Durch Verschärfung der elektrischen Anforderungen (leichte Erhöhung des Spannungslevels beim Sender, erhöhte Empfindlichkeit des Empfängerbausteins) soll die sichere Übertragung über zwei Meter erreicht werden. Eine Stromversorgung des externen Gerätes über das eSATA-Kabel ist nicht möglich.
Es sind eSATA-Slotbleche erhältlich, deren Kabel auf die internen SATA-Buchsen der Hauptplatinen passen; die Abschirmung ist über das PC-Gehäuse gegeben. Damit kann jede Hauptplatine auf eSATA adaptiert werden. Jedoch bleibt die maximal erlaubte Kabellänge bei solchen Adaptern auf einen Meter (inklusive der Kabel vom Mainboard zum Slotblech) beschränkt, da die internen Anschlüsse nicht die elektrischen Anforderungen für eSATA erfüllen. Hot-plug ist damit je nach Controller nicht möglich. In diesem Fall müssen eSATA-Geräte vor dem Hochfahren des Rechners angeschlossen werden und können erst nach dem Herunterfahren wieder entfernt werden.
Es sind eSATA-Sticks verfügbar, welche sich die hohen Datenraten von eSATA im Vergleich zu USB-Massenspeichern auch mobil zu Nutze machen.
Inzwischen hat eSATA stark an Bedeutung verloren, da neuere USB-Standards hohe Übertragungsgeschwindigkeiten erlauben und weit verfügbar sind.

#### External Power over Serial ATA (eSATAp)

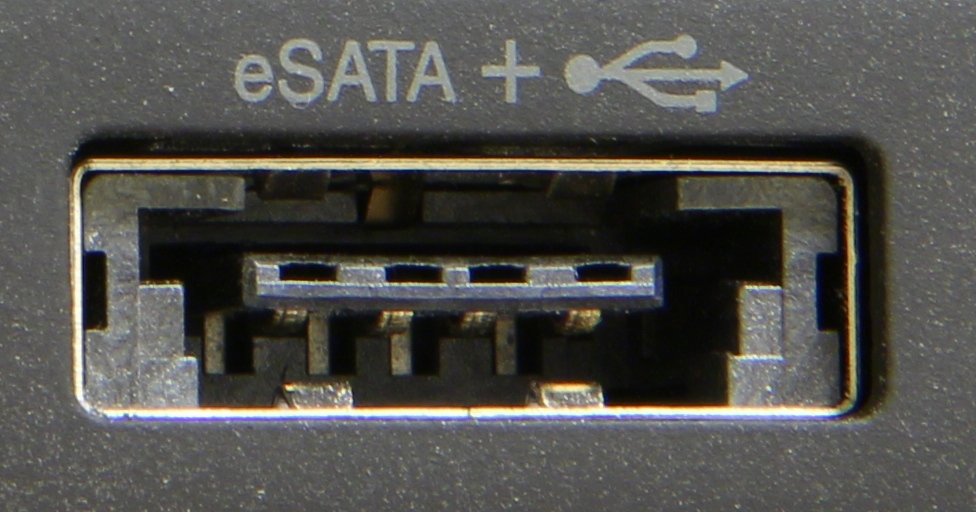
Kombinierter eSATAp- und USB-2.0-Anschluss

Der eSATAp-Standard sollte bis Mitte 2008 standardisiert worden sein, was aber bis heute (Stand Ende Oktober 2010) noch nicht geschehen ist. Mittlerweile sind eSATAp-Geräte (Memory Sticks) auf dem Markt, deren Stecker USB-kompatibel und gleichzeitig eSATA-kompatibel sind. Die eSATA-Nutzung benötigt aber zusätzlich eine Stromversorgung (z. B. Power over USB). Auch entsprechende Karten mit eSATAp-Steckplätzen werden angeboten. Mit Power eSATA versucht der Hardwarehersteller Micro-Star International das Problem der fehlenden Stromversorgung zu lösen. Bei diesem modifizierten eSATA-Anschluss wurde ein Teil der USB-Technik zur Stromversorgung in den eSATA-Anschluss eingebaut.
Dazu gibt es auch die Erweiterung eSATApD vom Hardwarehersteller Delock, die neben 5 V auch 12 V verwendet und damit auch den Betrieb von 3,5″-Festplatten ohne zusätzliche Spannungsversorgung erlaubt.
An eine eSATAp-Buchse können meist auch USB-Geräte angeschlossen werden, worauf ein entsprechendes Logo hinweist.

### Serial ATA 6,0 Gbit/s
Im August 2008 veröffentlichte die SATA-IO erste Details zur dritten Version des SATA-Protokolls, das abermals eine Verdopplung der Transferrate im Vergleich zu seinem Vorgänger vorsieht. Am 27. Mai 2009 wurde die Fertigstellung des Standards bekanntgegeben. Die Schnittstelle ist weiterhin abwärtskompatibel, was unter anderem durch die Beibehaltung des bisher verwendeten Steckertyps sichergestellt wird. Zusätzlich wurden neue Steckverbindungen für 1,8″-Festplatten (in Low-Insertion-Force-Bauart) und für neue, nur 7 mm hohe optische Laufwerke definiert. Weitere Neuerungen des Standards sind unter anderem Native-Command-Queuing-Erweiterungen für isochrones Streaming und die Verwaltung ausstehender Befehle sowie verbesserte Stromsparfunktionen.
Die nun auf 6,0 Gbit/s erhöhte Geschwindigkeit kommt primär den Solid-State-Drives zugute, da diese bereits 2010 die Geschwindigkeit der SATA Revision 2.0 voll ausnutzen konnten. Von den konventionellen Festplatten können dagegen nur die schnellsten an die Grenzen des ersten Standards stoßen. Auch die erste Festplatte nach Revision 3.0, die Seagate Barracuda XT 7200.12, liegt mit 138 MB/s unterhalb dieser Grenze. Allerdings profitiert bei beiden Laufwerkstypen zumindest der Festplattencache von der schnelleren Anbindung.
Der vollständige Name der neuen Norm lautet „Serial ATA International Organization: Serial ATA Revision 3.0“. Als alternative Benennungen sieht die SATA-IO außerdem „SATA Revision 3.x“ und „SATA 6Gbit/s“ vor. „SATA III“ und „SATA-600“ sind hingegen keine normierten Bezeichnungen.

### SATA Express 8Gbit/s und 16Gbit/s
SATA 3.2 führt die neue Schnittstelle „SATA Express“ ein mit Übertragungsraten von 8 Gbit/s je PCIe-Lane. SATA Express verwendet die Technologie von PCI Express 3.0. Dieser Standard nützt vor allem bei Verwendung von Solid State Drives, die bereits die Bandbreite von SATA 6.0 Gbit/s ausschöpfen. SATA Revision 3.2 mit „SATA Express“ wurde im August 2013 veröffentlicht. SATA Express konnte sich am Markt nie durchsetzen und bis heute sind auch keine SATA-Express-Laufwerke im freien Handel erschienen.

## Anschlussvarianten

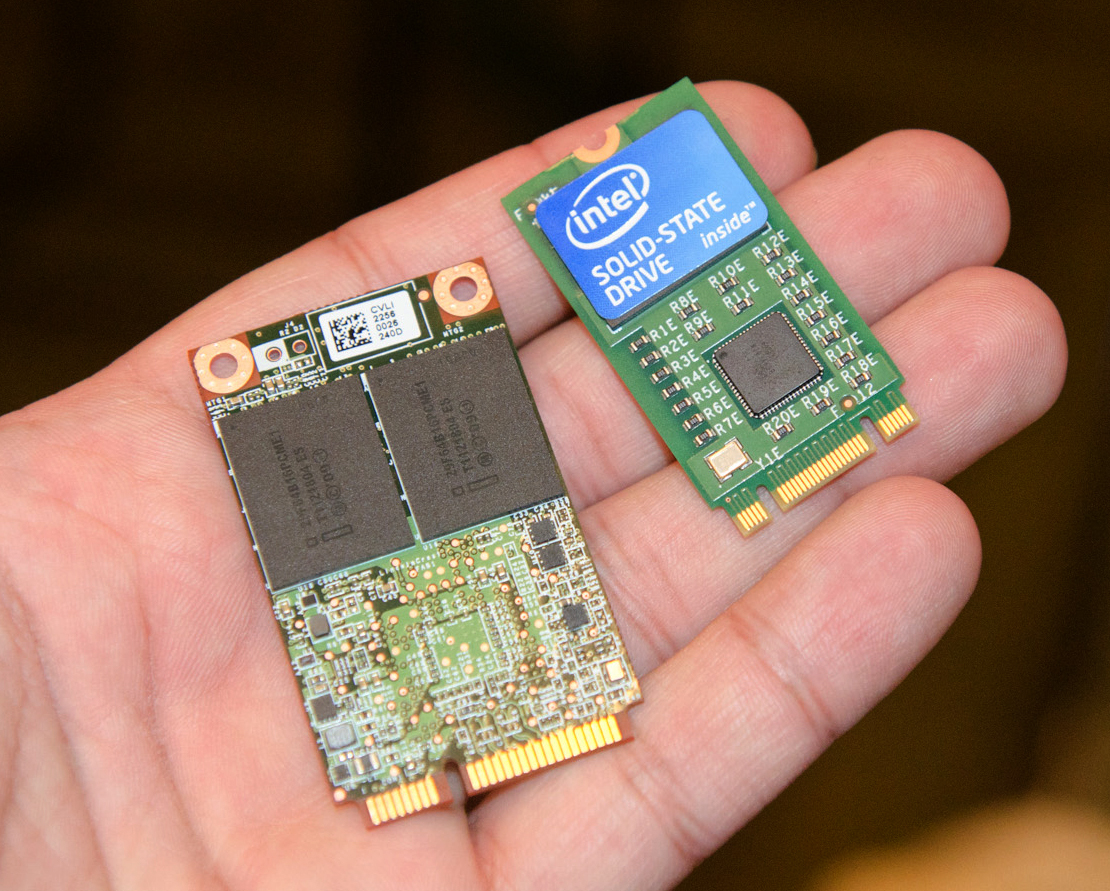
Größenvergleich von mSATA (links) und M.2 (Format 2242, rechts) SSDs

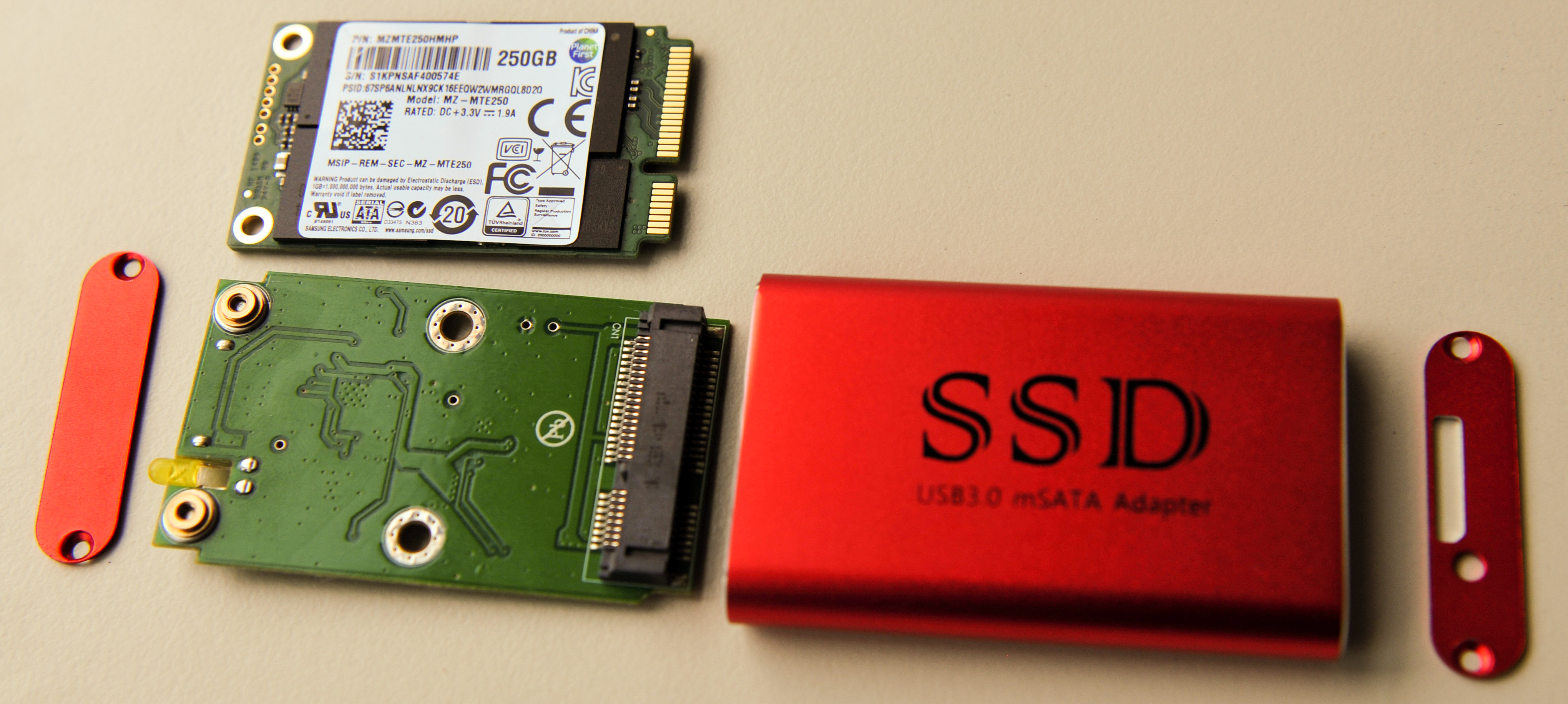
mSATA-SSD mit externem Festplattengehäuse

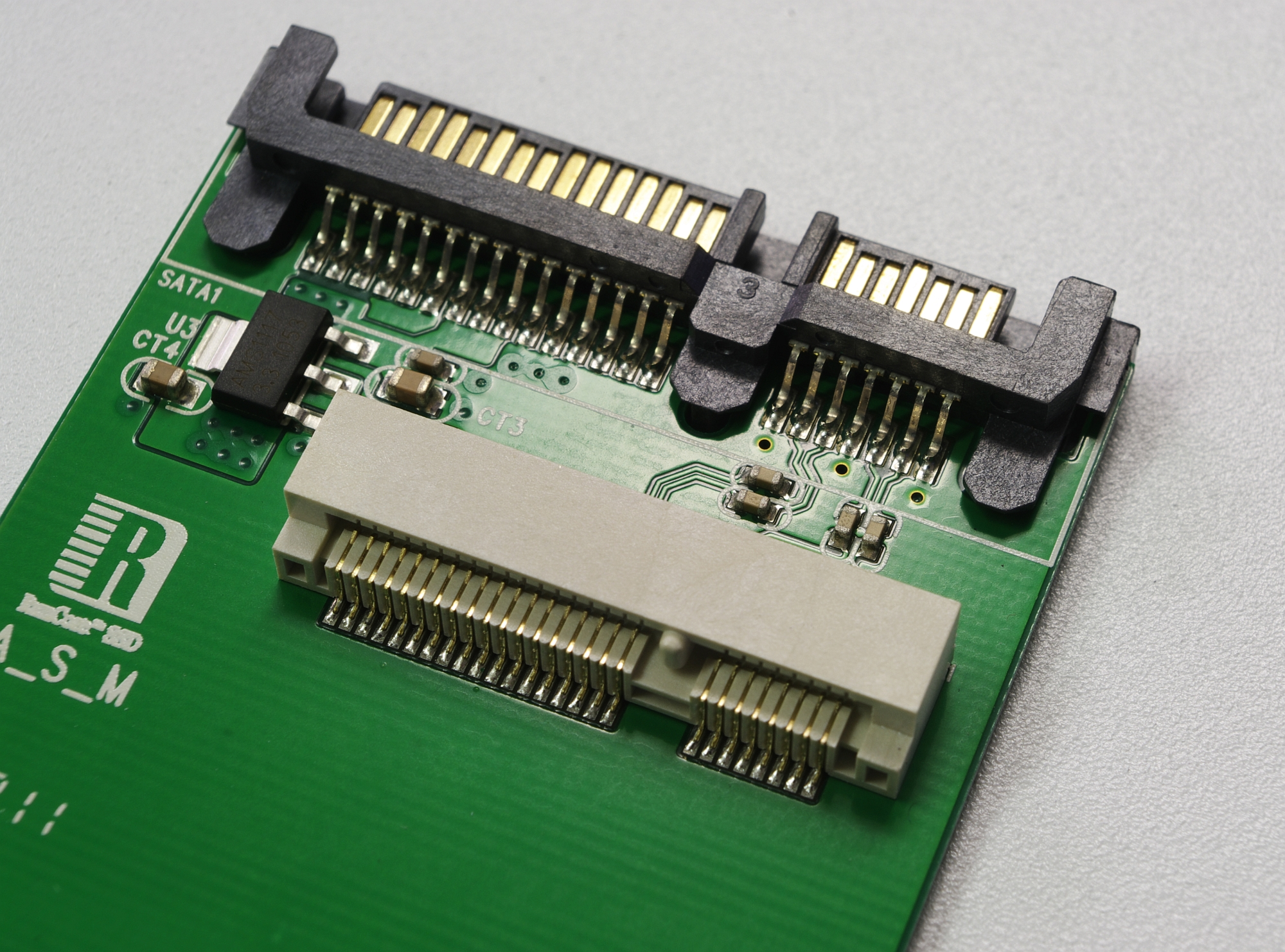
Adapter mSATA an Standard-SATA-Anschluss

### M.2
Der verbreitete und kompakte M.2 Anschluss bietet bis zu drei Schnittstellenprotokolle bzw. Bussysteme, namentlich NVMe (via PCI Express), USB sowie SATA.
M.2 SSDs verfügen über eine PCI-Express (PCIe) Schnittstelle unter Verwendung des sogenannten NVMe Protokolls oder eine meist deutlich langsamere SATA Schnittstelle.
Bei SSDs bildet SATA mit maximal 600 MB/s häufig einen Flaschenhals, die Verwendung von SATA wird daher bei M.2 zunehmend durch das erheblich schnellere NVMe/PCIe (10000 MB/s und mehr ist je nach Konfiguration möglich) ersetzt.
Welche Schnittstelle am M.2 Anschluss verfügbar ist hängt von der gegebenen Hardwarekombination ab, d. h. nicht jede M.2 SSD kann in jedem M.2 Anschluss betrieben werden. Im Gegensatz zu M.2 PCIe SSDs können M.2 SATA SSDs über einfache Adapter an Systeme mit bestehendem Standard-SATA-Anschluss angeschlossen werden.

### mini-SATA (mSATA)
mSATA wurde im September 2009 von Samsung Electronics und der JEDEC Solid State Technology Association spezifiziert, um kleinere Speicher zu ermöglichen. Physisch handelt es sich um den gleichen Anschluss wie bei der PCI Express Mini Card, allerdings werden die Leitungen elektrisch wie SATA-Kabel angesteuert. Dabei verwendet mSATA entweder die erste (1,5 Gbit/s), zweite (3,0 Gbit/s) oder dritte (6,0 Gbit/s) Revision der SATA-Spezifikation zur Übertragung der Signale.
Zu den ersten Produkten mit mSATA-Speicher gehören einige Notebooks von Dell und Lenovo und das MacBook Air der Serie 2010 von Apple, wobei das MacBook Air ein vom Standard abweichendes Format der SSD verbaut hat. Bedingt durch die relativ späte Standardisierung sind auch viele Produkte auf dem Markt, die eigene, zu mSATA inkompatible Schnittstellen und Formfaktoren verwenden.

### micro SATA
Der Anschluss war in Konkurrenz zum mSATA und sollte mit diesem nicht verwechselt werden. Der Anschluss wurde mit SATA 2.6 im Februar 2007 eingeführt. Er war insbesondere für 1,8″-Festplatten/SSDs gedacht, ist aber vor Jahren komplett durch die M.2-Schnittstelle verdrängt worden.
| Pin | Bezeichnung    | Funktion               |
| --- | -------------- | ---------------------- |
| S1  | GND            | Masse                  |
| S2  | A+             | Differentielles Signal |
| S3  | A−             | Differentielles Signal |
| S4  | GND            | Masse                  |
| S5  | B+             | Differentielles Signal |
| S6  | B−             | Differentielles Signal |
| S7  | GND            | Masse                  |
| P1  | 3,3 V          | Versorgungsspannung    |
| P2  | 3,3 V          | Versorgungsspannung    |
| P3  | GND            | Masse                  |
| P4  | GND            | Masse                  |
| P5  | 5 V pre-charge | Versorgungsspannung    |
| P6  | 5 V            | Versorgungsspannung    |
| P7  |                | reserviert             |
|     |                | Steg                   |
| P8  |                | reserviert             |
| P9  |                | reserviert             |

### Slimline Connector
Der Slimline Connector ist ein erstmals in SATA 2.6 definierter Steckverbinder für „small-form-factor“-Geräte, wie beispielsweise SlimLine-CD/DVD-Laufwerke für Notebooks.
Der Slimline Connector besteht aus einem Signalsegment und einem Stromversorgungssegment mit folgender Belegung:
| Pin | Bezeichnung | Funktion               |
| --- | ----------- | ---------------------- |
| S1  | GND         | Masse                  |
| S2  | A+          | Differentielles Signal |
| S3  | A−          | Differentielles Signal |
| S4  | GND         | Masse                  |
| S5  | B+          | Differentielles Signal |
| S6  | B−          | Differentielles Signal |
| S7  | GND         | Masse                  |
| P1  | DP          | Gerät vorhanden        |
| P2  | +5 V        | Versorgungsspannung    |
| P3  | +5 V        | Versorgungsspannung    |
| P4  | MD          | Hersteller-Diagnose    |
| P5  | GND         | Masse                  |
| P6  | GND         | Masse                  |

### SATA für Western Digital 2,5″-Festplatten mit nur 5 mm Bauhöhe
Hier kommt ein 20-poliger SFF-8784 Edge Connector zum Einsatz, der auf einem nur 9 mm breiten und 1 mm dicken Anschlussstecker die Stromversorgung und die Datenleitung unterbringt.

## Kompatibilität
Grundsätzlich ist es möglich, modernere SATA-Revision-2- oder Revision-3-Festplatten an vorhandene SATA-1-Schnittstellen anzuschließen und umgekehrt. Der Funktionsumfang wird dabei durch die jeweils niedrigere Revision bestimmt. Auch können SATA-1-Datenkabel ohne Schnappverschluss angesteckt werden. Bei einigen solcher Kombinationen, insbesondere beim Betrieb an RAID-Controllern, kann es zu Fehlern bei der Datenübertragung kommen. Viele aktuelle Festplattenmodelle lassen sich daher per Jumper oder Software auf einen langsameren Übertragungsmodus umkonfigurieren.
SATA-Geräte lassen sich über ein SCSI/ATA-Translation-Layer auch an Serial Attached SCSI (SAS) nutzen, jedoch nicht umgekehrt: SAS-Laufwerke können nicht an SATA-Controllern betrieben werden.
Es gibt Adapter zur Umwandlung von ATA- in SATA-Signale oder umgekehrt; selbst Adapter, die beide Richtungen beherrschen, sind käuflich. Einigen Tests zufolge soll der Datendurchsatz um wenige Prozent sinken, grundsätzlich reicht es aber aus, um beispielsweise ältere ATA-Laufwerke an neueren Hauptplatinen ohne diese Schnittstelle weiter zu verwenden oder ältere Rechner so mit modernen Komponenten zu ergänzen.
Um Betriebssystemen oder Dienstprogrammen ohne AHCI-Unterstützung – zum Beispiel Norton Ghost – direkten Zugriff auf eine SATA-Festplatte zu erlauben, ist das Einstellen des Kompatibilitätsmodus in den BIOS-Einstellungen erforderlich.
Um auch ReactOS zu unterstützen, wurde die Entwicklung des sogenannten UniATA-Treibers begonnen (und bis wenigstens 2019 fortgeführt), mit dessen Hilfe die Serial-ATA-Schnittstelle betriebssystemübergreifend angesprochen werden kann.